# Senokos (Vrapčište)
Senokos (makedonsky: Сенокос, albánsky: Sanakos) je vesnice v Severní Makedonii. Nachází se v opštině Vrapčište v Položském regionu. Dříve byla součástí opštiny Negotino-Pološko. 
Podle sčítání lidu z roku 2002 žije ve vesnici 1 634 obyvatel. Etnickými skupinami jsou:
- Albánci – 1602
- Makedonci – 2
- Bosňáci – 2
- ostatní – 28